# HD 4507
HD4507 — хімічно пекулярна зоря спектрального класу A5, що має видиму зоряну величину в смузі V приблизно 7,5.
Вона  розташована на відстані близько 488,3 світлових років від Сонця.